# Wiktor Jedliński
Wiktor Jedliński, właściwie Zdzisław Wiktor Jedliński (ur. 19 grudnia 1897 w Jarosławiu, zm. 3 grudnia 1975 tamże) – polski prawnik, polityk i działacz państwowy, od sierpnia do września 1944 wojewoda rzeszowski i przewodniczący Prezydium Wojewódzkiej Rady Narodowej w Rzeszowie.

## Życiorys
Ukończył studia prawnicze, uzyskał stopień doktora. Wykonywał zawód adwokata w Jarosławiu. Przed II wojną światową działał w Polskim Stronnictwie Ludowym „Wyzwolenie” oraz Stronnictwie Ludowym. W okresie okupacji w Stronnictwie Ludowym „Roch”, które w części poparło PKWN (sam Jedliński był w 1944 reprezentantem PKWN w Małopolsce). 18 sierpnia 1944 objął fotel wojewody rzeszowskiego i przewodniczącego Prezydium Wojewódzkiej Rady Narodowej w tym mieście (z rekomendacji m.in. Stanisława Kotka-Agroszewskiego). W trakcie pełnienia funkcji interweniował m.in. w sprawie represji stosowanych przez Resort Bezpieczeństwa Publicznego. Odwołany ze stanowiska już 21 września 1944 ze względu na brak zaufania władz komunistycznych. Pół roku później został aresztowany pod zarzutami kontaktu z rządem londyńskim.